# Crenicichla iguassuensis
Crenicichla iguassuensis es una especie de peces de la familia Cichlidae en el orden de los Perciformes.

## Morfología
Los machos pueden llegar alcanzar los 14 cm de longitud total.

## Distribución geográfica
Se encuentran en Sudamérica, en la cuenca del río Paraná en Brasil y en la Argentina, específicamente en el nordeste de ese país, en el extremo norte de la región mesopotámica, en la parte septentrional de la provincia de Misiones.